# Chroom-52
Chroom-52 of 52Cr is een stabiele isotoop van chroom, een overgangsmetaal. Het is een van de vier stabiele isotopen van het element, naast chroom-50, chroom-53 en chroom-54. De abundantie op Aarde bedraagt 83,789%; daarmee is het de meest voorkomende isotoop van het element.
Chroom-52 ontstaat door bètaverval van mangaan-52 en vanadium-52.
42Cr · 43Cr · 44Cr · 45Cr · 45mCr · 46Cr · 47Cr · 48Cr · 49Cr · 50Cr · 51Cr · 52Cr · 53Cr · 54Cr · 55Cr · 56Cr · 57Cr · 58Cr · 59Cr · 59mCr · 60Cr · 61Cr · 62Cr · 63Cr · 64Cr · 65Cr · 66Cr · 67Cr · 68Cr · 69Cr · 70Cr